# Lenny Bruce (film)
Lenny Bruce (originaltitel: Lenny) är en amerikansk biografisk film från 1974 i regi av Bob Fosse. Huvudrollen, som den kontroversielle Lenny Bruce, spelas av Dustin Hoffman.

## Medverkande i urval
| Dustin Hoffman  | – Lenny Bruce  |
| Valerie Perrine | – Honey Bruce  |
| Jan Miner       | – Sally Marr   |
| Stanley Beck    | – Artie Silver |
| Rashel Novikoff | – Aunt Mema    |
| Gary Morton     | – Sherman Hart |
| Guy Rennie      | – Jack Goldman |